# Patrik Svensson (författare)
Lars Patrik Svensson, född 7 december 1972 i Kvidinge församling, Kristianstads län, är en svensk journalist och författare.
Svensson arbetar på Sydsvenskans och Helsingborgs Dagblads kulturredaktion.
Sommaren 2019 debuterade han som författare med boken Ålevangeliet som är dels en sakprosabok om ålen som art och om ålens kulturhistoria, dels en självbiografisk berättelse om författaren och hans far. Rättigheter för utgivning av boken har 2019 köpts för publicering på 33 andra språk. Boken fick Augustpriset för Årets svenska fackbok 2019.